# Rooty Hill, New South Wales
Rooty Hill este o suburbie în Sydney, Australia.